# Ricardo Guzmán Pereira
Ricardo Guzmán Pereira Méndez (ur. 16 maja 1991 w Montevideo) – urugwajski piłkarz, pomocnik. Występuje w chilijskim klubie Universidad de Chile.